# Rúa (Cervo)
Rúa (llamada oficialmente Santa María de Rúa) es una parroquia española del municipio de Cervo, en la provincia de Lugo, Galicia.

## Organización territorial
La parroquia está formada por veinticinco entidades de población:

### Entidades de población
Entidades de población que forman parte de la parroquia:
- Abrigo (O Abrigo)
- Aguas Santas  (As Augas Santas)
- Amoeira (A Amoeira)
- Árbol
- Bouzaschas (Bouzas Chás)
- Cabanas (As Cabanas)
- Cal (O Cal)
- Casmayo (Casmaio)
- Coruxeiras (As Curuxeiras)
- Freixo (O Freixo)
- Granda*
- Lama (A Lama)
- Machuco (O Machuco)
- Murazós
- Pazo (O Pazo)
- Percorvo
- Pereiro (O Pereiro)
- Rego (O Rego)
- Ruela (A Ruela)
- Vedral (O Vedral)
- Vieiro (O Vieiro)
- Veiga (A Veiga)

### Despoblados
Despoblados que forman parte de la parroquia:
- Aquela Banda
- Estivada (A Estibada)
- Madanela (A Madanela)
- Nogueira (A Nogueira)

## Demografía
| Gráfica de evolución demográfica de Rúa entre 2000 y 2019 |
|                                                           |
| Datos según el nomenclátor publicado por el INE.          |